# Karl Hyde
Karl Hyde (Worcester, 10 maggio 1957) è un musicista e cantante britannico, frontman e fondatore degli Underworld (come degli Screen Gemz e dei Freur, precedenti incarnazioni del gruppo) insieme a Rick Smith.

## Discografia
Con gli Underworld
Con i Freur
- Doot-Doot (1983)
- Transmutation Original Sountrack (1985)[N 1]
- Get Us Out of Here (1986)

Solista
- 2013 - Edgeland

Con Brian Eno
- 2014 - Someday World
- 2014 - High Life